# Théordore Dotrenge
Théordore Dotrenge (Brussel, 11 januari 1761 - aldaar, 15 juni 1836) was een politicus.  
Dotrenge was een zuidelijke oppositionele afgevaardigden. Hij was een voormalige advocaat, die een uitmuntend spreker was. Hij wist met sarcastische opmerkingen vaak zijn tegenstanders te prikkelen. Ging uit protest tegen de handelwijze van minister Six die zittend de Kamer had beantwoord, zelf ook onmiddellijk weer zwijgend zitten nadat hem het woord was verleend. Hij steunde wel de oprichting van het Collegium Philosphicum, de staatsopleiding voor priesters, en was later minder antiregeringsgezind. In 1828 benoemd in de Raad van State.
- Biografisch Portaal: 22954972
- Parlement.com: vg09llt0per6